# Wahlen in Sierra Leone 2012
Die Wahlen in Sierra Leone 2012 fanden am 17. November 2012 statt. Als Sieger der Präsidentschaftswahlen ging Amtsinhaber Präsident Ernest Koroma des All People’s Congress (APC) mit 58,7 Prozent der Stimmen hervor. Bei der Parlamentswahl gewann der APC 69 der 124 Sitze und damit die absolute Mehrheit.

## Parlamentswahl
- APC: 69
- SLPP: 42
- Chiefs: 12
- vakant: 1

| Partei                 | Ergebnis | Sitze | Sitzveränderung |
| ---------------------- | -------- | ----- | --------------- |
| APC                    | 53,67 %  | 69    | ▲ 10            |
| SLPP                   | 38,25 %  | 42    | ▼ 1             |
| PMDC                   | 3,23 %   | 0     | ▼ 10            |
| NDA                    | 1,29 %   | 0     | 0               |
| RUFP                   | 0,59 %   | 0     | 0               |
| UDM                    | 0,55 %   | 0     | 0               |
| PDP                    | 0,39 %   | 0     | 0               |
| CDP                    | 0,35 %   | 0     | 0               |
| UNPP                   | 0,22 %   | 0     | 0               |
| PLP                    | 0,11 %   | 0     | 0               |
| unabhängige Kandidaten | 1,35 %   | 0     | 0               |
| Gewählte Chiefs        | -        | 12    | 0               |
| vakant                 | -        | 1     | 0               |

## Präsidentschaftswahl
| Präsidentschaftskandidat (Partei)              | Stimmenanteile |
| ---------------------------------------------- | -------------- |
| Ernest Koroma (APC)                            | 58,7 %         |
| Julius Maada Bio (SLPP)                        | 37,4 %         |
| Charles Margai (PMDC)                          | 01,3 %         |
| Carew Joshua Albert (CDP)                      | 01,0 %         |
| Collins Eldred (RFP-Partei)                    | 00,6 %         |
| Kamara Gibrilla (PDP)                          | 00,5 %         |
| Conteh Kandeh Baba (PLP)                       | 00,4 %         |
| Bangura Mohamed (UDM)                          | 00,2 %         |
| Fullah James Obai (UNPP)                       | 00,2 %         |
| Quelle: Nationale Wahlkommission Sierra Leones |                |

Mehrheiten nach Distrikten

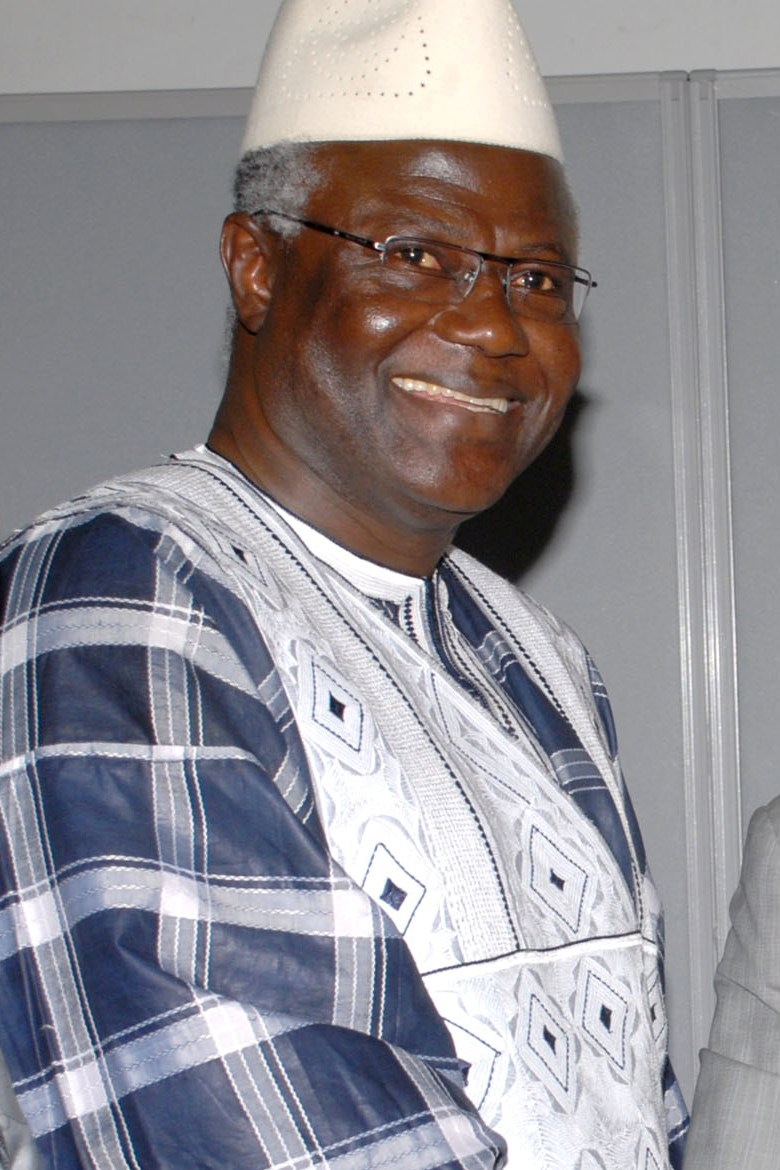
Wahlsieger der Präsidentschaftswahl, Ernest Koroma

Die Wahlbeteiligung lag bei 87,3 Prozent.
Gewählt ist, wer bei der Grundwahl mindestens 55 % der Stimmen erhält. 
Ansonsten gibt es eine Stichwahl zwischen den beiden besten Kandidaten.